# Hero Wanted
Hero Wanted, ou Héros recherché au Québec, est un film d'action et policier réalisé par Brian Smrz et sorti en vidéofilm en 2008. Cuba Gooding Jr., Ray Liotta, Kim Coates et Norman Reedus sont les principaux acteurs. Le film a été tourné entièrement à Sofia, en Bulgarie, au printemps de 2007 et la première eut lieu le 17 janvier 2008 à Los Angeles.

## Synopsis
Jadis glorieux, Liam Case n’est plus qu’un héros du passé vivant dans l’oubli. Pour attirer les projecteurs sur lui, il tente d’empêcher un vol de banque dans lequel il sera blessé. Rétabli de ses blessures, il jure de se venger et s’engage dans une brutale chasse à l’homme qui confirme le dicton : on ne naît pas héros, on le devient.

## Distribution
Légende : Version Française (VF) ; Version Québécoise (VQ)
- Cuba Gooding Jr. (VF : Julien Kramer ; VQ : Pierre Auger) : Liam Case
- Ray Liotta (VF : Emmanuel Jacomy ; VQ : Daniel Picard) : Détective Terry Subcott
- Norman Reedus (VF : Philippe Vincent ; VQ : Hugolin Chevrette) : Swain
- Kim Coates (VF : Gabriel Le Doze ; VQ : Alain Zouvi) : Skinner McGraw
- Tommy Flanagan (VF : Jérôme Pauwels ; VQ : Sylvain Hétu) : Derek
- Jean Smart (VF : Danièle Douet ; VQ : Danièle Panneton) : Melanie McQueen
- Christa Campbell (VQ : Hélène Mondoux) : Kayla McQueen
- Steven Kozlowski (VQ : Louis-Philippe Dandenault) : Lynch McGraw
- Ben Cross (VQ : Jean-Luc Montminy) : Cosmo Jackson
- Todd Jensen (VF : Benoît DuPac ; VQ : Patrice Dubois) : Détective Wallace MacTee
- Paul Sampson (VQ : Patrick Chouinard) : Gordy McGraw